# Dean Andrews
Dean Andrews (nacido el 6 de agosto de 1963) es un actor inglés. Es conocido por su papel de DS Ray Carling en la serie dramática de la BBC Life on Mars. Continuó el papel en la serie secuela, Ashes to Ashes, hasta 2010. En abril de 2019, apareció como Will Taylor en la telenovela Emmerdale de ITV.

## Primeros años
Nacido en 1963 en Rotherham, Andrews fue a la Sitwell Junior School en Grange Road y a la Oakwood Comprehensive School en Moorgate Road. Fue a la escuela con el presentador de Top Gear, James May.

## Carrera
Dean Andrews comenzó como un pilar de los cruceros como un talentoso artista y cantante. Luego pasó a interpretar a Barry Shiel en el drama de Channel 4 Buried, que ganó el premio BAFTA a la mejor serie dramática en 2004. En 2005, Andrews interpretó el personaje de Steven Maynard en el drama de ITV Wire in the Blood. En 2006, apareció en otro drama de la BBC, Life On Mars, como el personaje DS Ray Carling. En 2007, apareció en los dramas de la BBC True Dare Kiss y The Street. En 2008, volvió a interpretar el personaje en la serie spin-off Ashes to Ashes. Andrews también tuvo un pequeño papel en la serie de Channel 4 No Angels interpretando a Neil. También apareció en un episodio del drama de la BBC Waterloo Road. Andrews también interpretó uno de los papeles principales en la serie dramática sobrenatural Marchlands de ITV.
En 2011, apareció en la película para televisión United de BBC Two, en la que cuenta la historia del equipo "Busby Babes" del Manchester United y el desastre aéreo de Múnich de 1958. En septiembre de 2011, apareció en el drama de la BBC The Body Farm como Peter Collins. En noviembre de 2012, apareció en el drama de seis partes de la BBC Last Tango in Halifax como Robert "Robbie" Greenwood. También desempeñó el papel principal en la serie de cinco partes de BBC One The Case, sobre un hombre acusado de asesinar a su novia con una enfermedad terminal. También ha grabado locuciones para anuncios televisivos de Curry. En febrero de 2013, Andrews interpretó el papel de Pete Lewis en el programa de la BBC Being Eileen.
En 2015, Andrews apareció como Tom Asher en el episodio 17.3 de Midsomer Murders de ITV, "The Ballad of Midsomer County".
En 2019, Andrews se unió al elenco del drama de ITV Emmerdale.

## Filmografía
| Año           | Título                         | Papel            | Notas                                  |
| ------------- | ------------------------------ | ---------------- | -------------------------------------- |
| 2002          | EastEnders                     | Dean             |                                        |
| 2003          | Buried                         | Barry Sheil      | 3 episodios                            |
| 2003          | Clocking Off                   | DS Hughes        | Episodio: "Colin's Story"              |
| 2003          | Between the Sheets             | Steve Ashby      | 6 episodios                            |
| 2004          | No Angels                      | Neil             | 3 episodios                            |
| 2004          | Casualty                       | Reg Summerston   | Episodio: "Don't Go There"             |
| 2004          | Blue Murder                    | Will Harmon      | Episodio: "Lonely"                     |
| 2004          | My Summer of Love              | Ricky            |                                        |
| 2005          | Wire in the Blood              | Steve Maynard    | Episodio: "Bad Seed"                   |
| 2005          | Faith                          | Davey            | Película de televisión                 |
| 2006          | Shameless                      | Geoff Mulligan   | Episodio #3.1                          |
| 2006          | Missing                        | Mark Lanser      | 2 episodios                            |
| 2006          | New Street Law                 | Dennis Longwell  | Episodio: "Shock to the System"        |
| 2006–2007     | Life on Mars                   | DS Ray Carling   | Series 1–2; 16 episodios               |
| 2007          | True Dare Kiss                 | Vinny            | 2 episodios                            |
| 2007          | The Street                     | Cleggy           | Episodio: "The Letter"                 |
| 2008–2010     | Ashes to Ashes                 | DS Ray Carling   | Series 1–3; 24 episodios               |
| 2009          | Wish 143                       | Bus Driver       | Cortometraje                           |
| 2009          | Salvage                        | Clive            |                                        |
| 2010          | Waterloo Road                  | Gary Vale        | Episodio #5.11                         |
| 2010          | Doctors                        | Jonty Stephens   | Episodio: "A Spoonful"                 |
| 2011          | Marchlands                     | Eddie Maynard    | 5 episodios                            |
| 2011          | The Body Farm                  | Peter Collins    | Episodio: "No Peace for the Wicked"    |
| 2011          | The Case                       | Tony Powell      | 5 episodios                            |
| 2011          | Just Henry                     | Bill             | Película de televisión                 |
| 2012–2016     | Last Tango in Halifax          | Robbie           | Series 1–4; 20 episodios               |
| 2013          | Being Eileen                   | Pete Lewis       | 6 episodios                            |
| 2013          | The Security Men               | Ray              | Episodio: "Pilot"                      |
| 2013          | Frankie                        | Joseph Corden    | 3 episodios                            |
| 2013          | Vera                           | Jonah Regan      | Episodio: "Poster Child"               |
| 2015          | Midsomer Murders               | Tom Asher        | T17E3: "The Ballad of Midsomer County" |
| 2015          | Banana                         | Alan             | Episodio #1.4                          |
| 2015          | New Tricks                     | Barry Warnock    | Episodio: "The Russian Cousin"         |
| 2016          | Silent Witness                 | Tony Hamilton    | Episodio: "After the Fall"             |
| 2016          | Jericho                        | Jack Laggan      | Episodio #1.1                          |
| 2016          | Padre Brown                    | Michael Negal    | Episodio: "The Star of Jacob"          |
| 2017          | The Moorside                   | PC Steve Kinchin | 2 episodios                            |
| 2018          | Agatha and the Truth of Murder | Wade             | Película de televisión                 |
| 2018          | Delicious                      | Steven Green     | Episodio: "The Heart"                  |
| 2019          | London Kills                   | Jacob Holt       | Episodio: “Stag Night”                 |
| 2019–presente | Emmerdale                      | Will Taylor      | Personaje regular                      |